# Gustav Oelsner

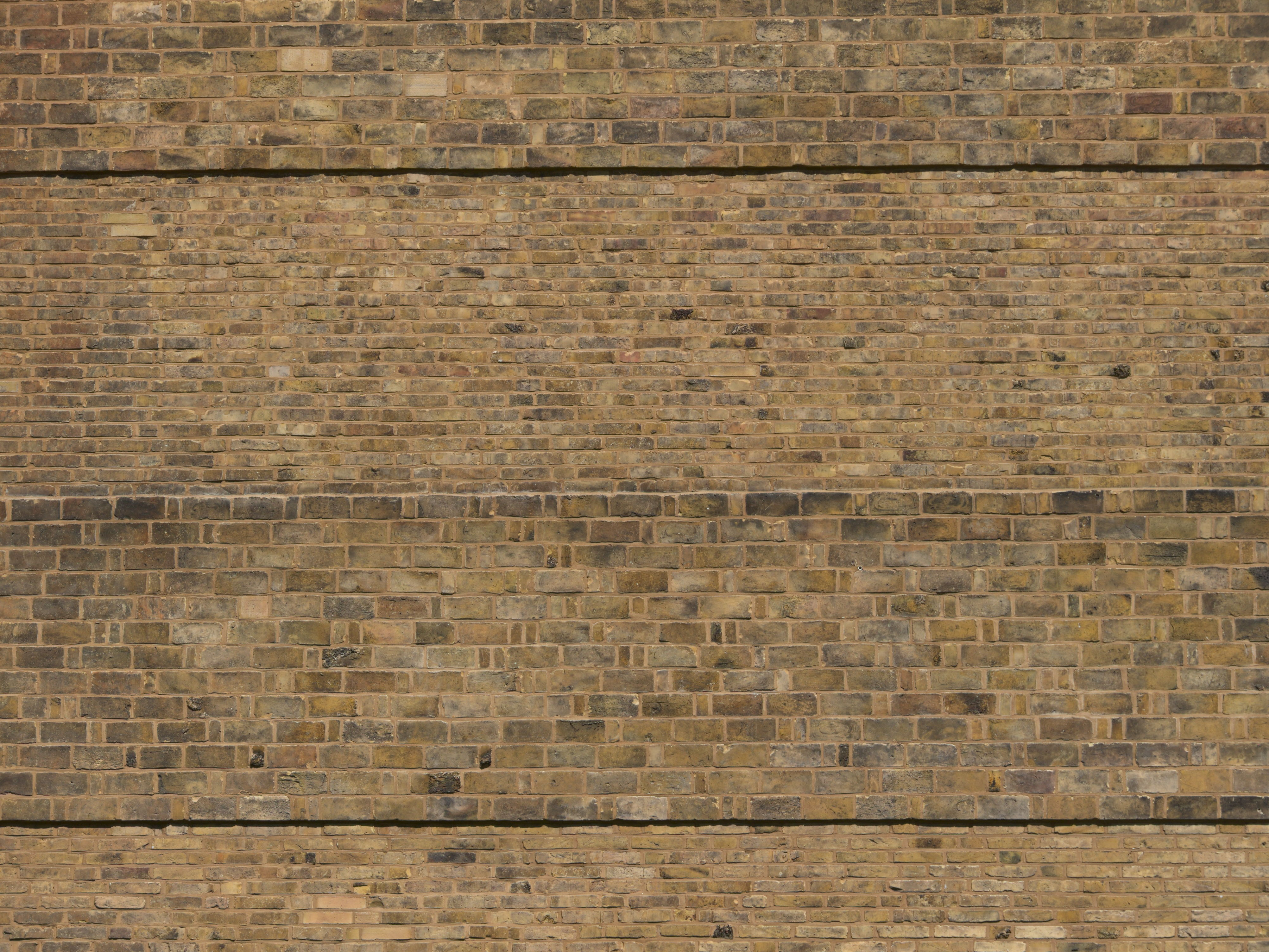
Typische Oelsner'sche Klinkerstruktur

Gustav Oelsner (* 23. Februar 1879 in Posen; † 26. April 1956 in Hamburg) war ein deutscher Architekt, Stadtplaner, Baubeamter und während seines Exils auch Hochschullehrer.

## Leben
Oelsner wurde als Sohn deutscher Juden in Posen geboren und konvertierte bereits in seiner Jugend zum evangelischen Glauben. Nach Beendigung seines Studiums an der Technischen Hochschule (Berlin-)Charlottenburg im Jahr 1900 praktizierte er bei Paul Wallot in Berlin und dem Architekten Max Hasak, unter dem er an der Bauleitung beim Bau des Bode-Museums mitarbeitete. 1907 wurde er Stadtbauinspektor in Breslau (unter Stadtbaurat Richard Plüddemann) wo er unter anderem den Bau der Technischen Hochschule verantwortete. Zum Stadtbaurat in Kattowitz wurde er 1911 bestellt, ein Amt, das er bis 1922 ausübte, bis Oberschlesien der zweiten Polnischen Republik zugesprochen wurde. Hier errichtete er einen Neubau für die Fürstlich-Plessische Bergwerksdirektion sowie mehrere Schulen. In dieser Zeit beschäftigte er sich mit den Leitbildern der Gartenstadtbewegung und begann eine Bekanntschaft mit Bruno Taut, der in Kattowitz eine Gartenstadtsiedlung auf einem ehemaligen Bergwerksgelände entworfen hatte. Taut wurde 1921 Stadtbaurat in Magdeburg, ein Amt um das sich Oelsner ebenfalls beworben hatte.

### Der Stadtplaner
Seine Arbeit für Altona begann 1923 mit dem Auftrag, für das preußische Volkswohlfahrtministerium einen Generalbebauungsplan für die Hamburg umgebenden preußischen Städte Altona, Wandsbek und Harburg zu erstellen. Aus dieser Aufgabe unter der Leitung des Stadtplaners Joseph Brix entstand der Generalsiedlungsplan und ein Grüngürtelplan für Altona.
Aufgrund der Planungen konnte eine Parzellierung von Grundstücken am Elbhang verhindert werden, so wurden mehrere Grundstücke von der Stadt erworben oder gepachtet. Diese sind heute als öffentliche Parks zugänglich. Mit Ferdinand Tutenberg gestaltete er die Elbparks der Stadt und schuf den Elbuferwanderweg.
Im März 1924 wurde er parteiloser Bausenator unter dem sozialdemokratischen Bürgermeister Max Brauer, später Stadtbaurat in Altona, ein Amt, das er bis 1933 innehatte.
In den ersten Jahren seiner Amtszeit vergrößerte sich das Gebiet Altonas als Folge des Groß-Altona-Gesetzes durch die Eingemeindung der Elbvororte von 2.200 Hektar auf 9.084 Hektar. Damit war Platz für eine Neustrukturierung des neuen Stadtgebietes für Neubauvorhaben und Grünananlagen möglich.
Wenige Tage nach der Berufung Oelsners gratulierte ihm Fritz Schumacher in einem Brief. Es begann eine Freundschaft, die bis zum Tod Schumachers bestand und über den beruflichen Alltag hinausging und zu zahlreichen gegenseitigen Besuchen führte. Oelsner lebte ebenso wie Schumacher unverheiratet und tauschte sich mit ihm über Kunst und Literatur aus. Schumacher, der wesentlich mehr publizierte, würdigte häufig die Leistungen Oelsners.
Die Notwendigkeit, die städteplanerischen Entwicklungen zwischen den beiden unmittelbar aneinander grenzenden Städte Hamburg und Altona und natürlich auch Wandsbek und Harburg aufeinander abzustimmen, führte im Dezember 1928 zur Einsetzung eines hamburgisch-preußischen Landesplanungsausschusses, der das Wirtschaftsgebiet an der Unterelbe in einem Umkreis von dreißig Kilometern um die Hamburger Börse weiterentwickeln sollte. Neben der Hafenentwicklung wurde auch der Straßenbau, der Ausbau des Eisenbahnnetzes sowie die Wasserversorgung und Abwasserentsorgung einbezogen.

### Der Baustil
Oelsner war ein Vertreter des Neuen Bauens in seiner strengen kubischen Form. Er verzichtete meist auf zusätzlichen keramischen Bauschmuck und nutzte die Möglichkeiten, mit der Anordnung der Klinker gestalterische Akzente zu setzen. Im Helmholtzblock und am Lunapark wurde für die Dachgeschosse durch dunklere Backsteine mit starker horizontaler Gliederung ein akzentuierter Abschluss geschaffen. Hier bringen Eckfenster eine zusätzliche Belichtung in die Wohnung.
Er übernahm, was in England und von den Architekten der Amsterdamer Schule praktiziert wurde: farbige, vor allem gelbe Ziegel und setzte sich damit von den Hamburger rotbraunen Klinkern ab. Durch wechselnde Anordnung der Steine erzielte er horizontale Gliederungsbänder. Flachdächer hatte er ebenfalls bei seinen Besuchen niederländischer Architekten (Michel de Klerk, Jacobus Johannes Pieter Oud) und dem Städtebaukongress 1924 in Amsterdam sowie in der Auseinandersetzung mit den Arbeiten der Gruppe De Stijl kennengelernt.
Im »Haus der Jugend« und bei der »Arbeitsvermittlung« werden die tragenden Betonteile betont.
Während der nationalsozialistischen Herrschaft wurde der Charakter etlicher Gebäude durch die Umwandlung der Dachböden in Vollgeschosse und in dem Zusammenhang aufgesetzten Steil- oder Walmdächer dem ideologisch erwünschtem Stil Rechnung getragen. Energetische Sanierungsmaßnahmen in den 2000er-Jahren haben ebenfalls zu erheblichen Veränderungen im Erscheinungsbild geführt.

### Kommunalbauten
Oelsner schuf das Altonaer Stadtbild prägende Bauten für kommunale Zwecke in einem eigenen Stil.
- Das Arbeitsamt Kieler Straße wurde 1926–1927 errichtet, die Bauleitung lag bei Rudolf Lodders, der für drei Jahre im Altonaer Bauamt tätig war. Der kubische Stahlbetonbau hat eine sichtbare Skelettfassade, die Wandflächen sind mit Keramikplatten verkleidet. Der Baukomplex hat einen Innenhof. Ursprünglich gab es sechzehn Eingänge, die in die verschiedenen Vermittlungsstellen führten. Das Gebäude wurde 1953–1956 von Wolfgang Rudhard umgebaut und um einen Anbau erweitert.[4] Nach einem Leerstand wurde das Haus erneut umgebaut (1995–2000) und wird seit 2001 wieder als Arbeitsamt genutzt.

- Das Berufsschulzentrum „Haus der Jugend“ am Platz der Republik entstand 1928–1930 in direkter Sichtbeziehung zum wilhelminischen Altonaer Rathaus.[5] Es ist ein besonders massenreiches Bauwerk, das durch geschickte Terrassenbildung der verschiedenen Bauteile fast filigran wirkt. Die tragende Rasterkonstruktion wird betont, die wenigen Wandteile unter den großen Fenstern sind mit Kupferblech verkleidet. Lange sieht darin einen angemessenen Ausdruck des Sparzwangs der späten Weimarer Republik.[6] Der für eine Stadthallennutzung konzipierte Saal wird seit 1950 vom Altonaer Theater genutzt.

- In der Nähe seiner Wohnanlagen baute er Schulen, die mittlerweile überwiegend abgerissen wurden. Besonders hervorzuheben ist die von ihm entworfene Pestalozzi-Schule von 1927 in der Kleinen Freiheit in Altona. Die Großzügigkeit und solide Eleganz der hellen und breiten Treppenhäuser mit den kindgerecht flachen Stufen lassen die Schülerorientierung des Baues im Sinne von Johann Heinrich Pestalozzi schon beim Betreten erkennen. Das Gebäude steht unter Denkmalschutz und wurde mittlerweile unter Erhalt der historischen Turnhalle zur Wohnnutzung durch eine Baugemeinschaft umgebaut.[7][8]

- Das Altonaer Stadion im Volkspark, das am 11. September 1925 eingeweiht und nach seiner weitgehenden Kriegszerstörung 1953 durch das Volksparkstadion ersetzt wurde. In seiner Nachbarschaft befand sich auch ein Schwimmstadion, das 1989 abgerissen wurde.

- Am Neumühlener Kai wurden die Kaischuppen E (1926) und F (1928) gebaut, die 1989 abgerissen wurden.

### Sozialer Wohnungsbau in Altona
Nach dem Ersten Weltkrieg hatte sich die wirtschaftliche Situation in Altona, der nominell größten Stadt des heutigen Schleswig-Holstein, erheblich verschlechtert, nachdem Altona bis Ende des 19. Jahrhunderts als Industriestandort prosperiert hatte. Die Bevölkerungsstruktur war überwiegend proletarisch mit einer quantitativ und qualitativ schlechten Wohnraumversorgung. Die Hauszinssteuer gab der Stadt in den 1920er Jahren den finanziellen Spielraum, um die Wohnsituation nachhaltig zu verbessern.
Unter dem Magistrat Max Brauers wurden in den Jahren 1923 bis 1932 3.800 Wohnungen im Auftrag und auf Rechnung der Kommune erstellt, die allesamt von der Siedlungsaktiengesellschaft Altona (SAGA) verwaltet wurden, die selbst nicht als Bauträger in Erscheinung trat. Insgesamt wurden in dieser Zeit 10.395 Wohnungen errichtet. An diesen Bauten hatte die Stadt neben gemeinnützigen Wohnungsbaugenossenschaften einen wesentlichen Anteil. Oelsner hat als Architekt viele dieser kommunalen Neubauten selbst entworfen und erstellt. Seine licht- und sonnendurchfluteten kommunalen Wohnungsbauten an der Helmholtzstraße in Hamburg-Ottensen sowie an der Luruper Chaussee in Bahrenfeld galten dank ihrer klaren Architektur als revolutionär. Die übliche Blockrandbebauung wurde zugunsten einer Zeilenbebauung mit Spielplätzen und Freiflächen mit kleinen Parkanlagen aufgegeben.
Karl Schneider und Friedrich Richard Ostermeyer arbeiteten eng mit Oelsner zusammen und entwarfen genossenschaftliche Wohnanlagen. Ostermeyer blieb bei der konventionellen Blockrandbebauung, beispielsweise beim Bau des Friedrich–Ebert–Hofes in Ottensen (1928–1929 mit 738 Wohnungen).
Neben den eher innerstädtisch geprägten Wohnanlagen konnte Oelsner in der dritten Bauphase (1925–1926) der Steenkampsiedlung seine bisherigen theoretischen Erwägungen zum idealen Wohnen im Grünen aus der Kattowitzer Zeit in die Praxis umsetzen. Die Steenkampsiedlung gilt als eine der wichtigen Gartenstadtgründungen der 1920er Jahre. Sie umfasst 1050 Wohnungseinheiten auf einer Fläche von 33,17 Hektar. An den Planungen der ersten beiden Phasen waren Fritz Neugebauer, Kurt F. Schmidt und F. Ostermeyer beteiligt. Das Gelände, am westlichen Ende Bahrenfelds war verkehrsmäßig gut erschlossen. Die Gestaltung der Bauten der letzten Phase war durch eine sparsame Sachlichkeit geprägt.
Auf dem Höhepunkt der Weltwirtschaftskrise entstanden zwei vorstädtische Kleinsiedlungen in Lurup und Osdorf, die Elbkampsiedlung („Fischkistendörfer“), in denen sich Arbeitslose und kinderreiche Arbeiterfamilien auf städtischem Grund von Oelsner entworfene eingeschossige Doppelhäuser mit eigenem Nutzgarten in Selbsthilfe errichteten (1932/1933), hiermit wurde dem entstandenen Wildwuchs an Behelfsheimen eine gewisse Ordnung gegeben. Der Altonaer Senator August Kirch, der die sozialen Belange bei den Neubauvorhaben der Stadt im Auge hatte, hatte dies angeregt.

### Exil und Rückkehr
Als Mitglied des von den Nationalsozialisten abgesetzten sozialdemokratischen Magistrats verlor Oelsner 1933 sein Amt. Ein von den Nationalsozialisten angestrengter Prozess wegen Amtsmissbrauchs und der Verschwendung öffentlicher Gelder wurde Ende 1934 ergebnislos eingestellt. Ab 1937 war Oelsner aufgrund seiner deutsch-jüdischen Herkunft gezwungen, den Vornamen „Israel“ zu führen. Im Prozess hatten seine jüdischen Wurzeln noch keine Rolle gespielt. Im selben Jahr erhielt er die Erlaubnis, zu einem Städtebaukongress nach Cleveland zu reisen, wo er den Emigranten Max Brauer traf, der ihm von einer Rückkehr nach Deutschland abriet.

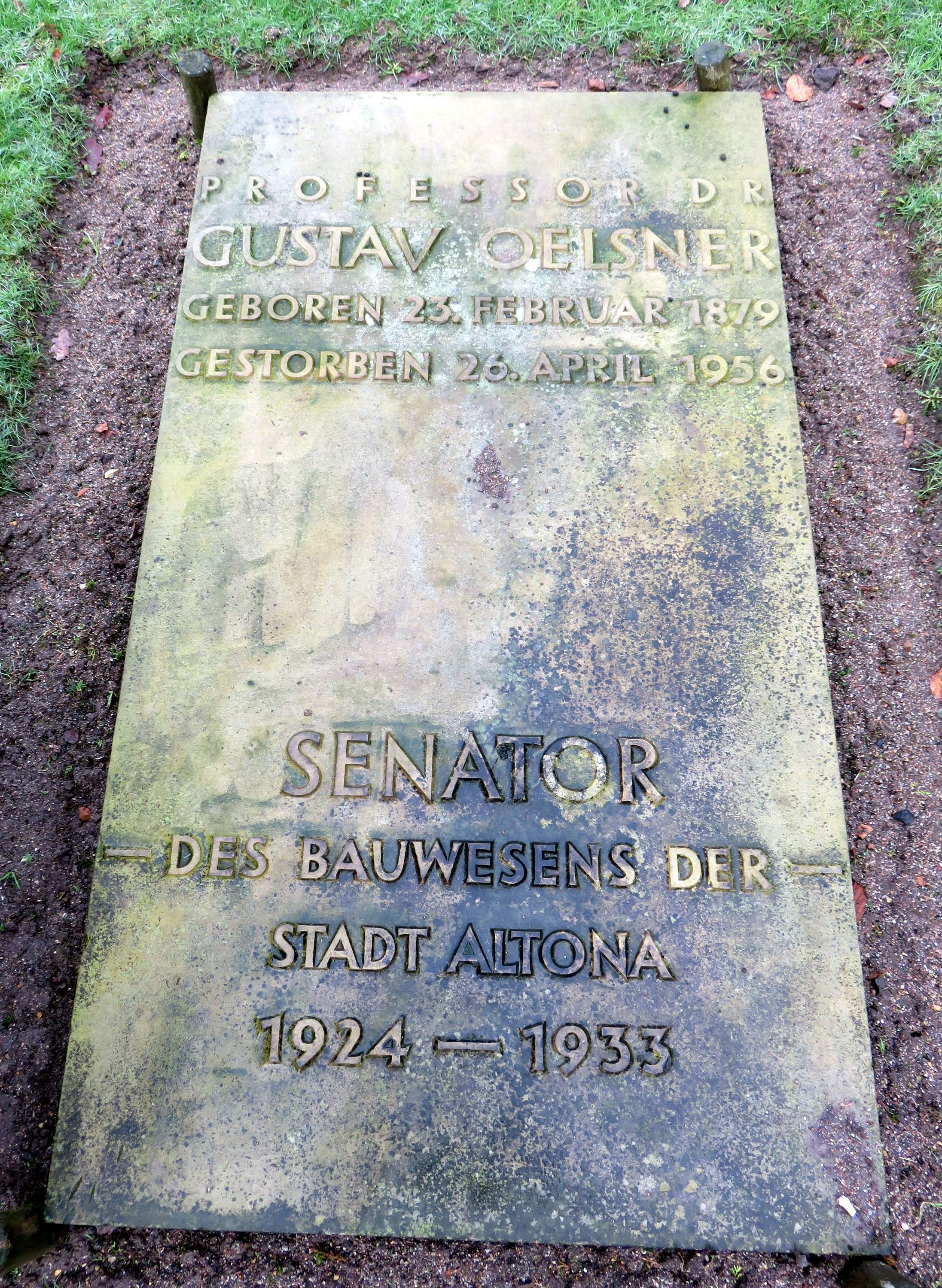
Grabmal Althamburgischer Gedächtnisfriedhof Ohlsdorf

Durch Vermittlung Schumachers übernahm Oelsner im Juli 1939 eine Beratungsaufgabe für Stadtbaufragen beim türkischen Ministerium für öffentliche Arbeiten in Ankara. Hier baute er eine Organisation für die Planungen in der sich modernisierenden Türkei auf. Ab 1940 teilte sich seine Tätigkeit zwischen Ankara und Istanbul auf, wo er den Aufbau eines Lehrstuhls für Städtebau an der Technischen Universität vorantrieb; außerdem lehrte er an der Akademie der schönen Künste in Istanbul und war schließlich vom 1. März 1943 bis zum 31. Dezember 1949 Professor für Städtebau an der Akademie. Zu seinen Schülern gehörte Kemal Ahmet Arû.
Nach dem Krieg holte ihn Max Brauer 1949 nach Hamburg zurück, wo er im Rahmen der Wiederaufbauplanung als Referent unter dem Bausenator Paul Nevermann an der Gestaltung der Ost-West-Straße und an der Binnenalsterbauordnung mitarbeitete. 1950 war er Gründungsmitglied der Freien Akademie der Künste in Hamburg und erhielt von der Universität Hamburg den Fritz-Schumacher-Preis. Er zog sich dreiundsiebzigjährig 1952 aus dem aktiven Berufsleben zurück. Die Technische Universität Istanbul verlieh ihm 1955 die Ehrendoktorwürde.
Gustav Oelsner starb am 26. April 1956 in Hamburg und wurde neben Fritz Schumacher auf dem Friedhof Ohlsdorf im Bereich des Althamburgischen Gedächtnisfriedhofs beigesetzt, die Gedenkrede hielt Werner Hebebrand. Nach Oelsner wurde der Oelsnerring in Hamburg-Osdorf benannt.

## Erhaltene Bauten
Die nachfolgende Aufstellung enthält nur eine Auswahl der Bauten, im Wesentlichen stützt sie sich auf die Liste der denkmalgeschützten Bauten. 
| Foto | Baujahr   | Objekt | Erläuterung |
| ---- | --------- | --- | --- |
|      | 1924–1925 | Siedlungsbau Moltkeblock Griegstraße, Am Rathenaupark 1–15, Bernadottestraße 70–72, Bleickenallee (→Lage)                                 | Zur Bauzeit hieß die Bernadottestraße noch Moltkestraße. Anlage mit 176 Wohnungen mit jeweils drei bis vier Zimmern mit 15 bis 20 m² Wohnfläche, Küche und Bad. Hamburger Denkmalliste²°¹³ 16009 u. a.                                                                                        |
|      | 1924      | Mehrfamilienhaus Arnkielstraße 14–18 / Langenfelder Straße 50–58 (→Lage)                                                                  | Hamburger Denkmalliste²°¹³ 15175f |
|      | 1925      | Wartehäuschen Stadionstraße 7 (ehemals Roehlstraße) (→Lage)                                                                               | Hamburger Denkmalliste²°¹³ 11764 |
|      | 1925–1927 | Siedlungsbau Leverkusenstraße 20–26 / Schützenstraße 53–69 Stresemannstraße 30 (→Lage)                                                    | Hamburger Denkmalliste²°¹³ 17264 |
|      | 1926      | Transformatorenhäuschen Max-Schmeling-Straße 9 (→Lage)                                                                                    | Hamburger Denkmalliste²°¹³ 16972 |
|      | 1926–1927 | Siedlungsbauensemble Arnisstraße / Augustenburger Straße / Düppelstraße / Gefionstraße / Kieler Straße 12–18 / Koldingstraße 2–15 (→Lage) | Hamburger Denkmalliste²°¹³ 15527 |
|      | 1926–1927 | Siedlungsbau Borselstraße 19–29, Bunsenstraße 3–13, 2-2, Helmholtzstraße, Ohmstraße (→Lage)                                               | Hier versuchte Oelsner die dichte konventionelle Bebauung mit 339 typisierten 2- 2 ½ Zimmerwohnungen durch eine Zeilenbauweise aufzulockern. Die Bauten wurden 1934/35 aufgestockt, das Flachdach durch Steildächer gem. der NS-Doktrin ersetzt. Hamburger Denkmalliste²°¹³ 16044 f           |
|      | 1926–1927 | im ehemaligen Altonaer Krankenhaus Schwesternheim Max-Brauer-Allee 136 (→Lage)                                                            | Hamburger Denkmalliste²°¹³ 15620 Hier hatte Oelsner seinen gestalterischen Ansatz konsequent verfolgt und die bereits von der Verwaltung angeschafften Möbel für 50 Schwesternzimmer zurückgewiesen. Dies war 1934 auch Gegenstand in seinem Prozess wegen Verschwendung öffentlicher Mittel. |
|      | 1927      | Erweiterungsbau der Fachschule für Frauenberufe heute: Gymnasium Altona Bleickenallee 5 (→Lage)                                           | Hamburger Denkmalliste²°¹³ 17799 |
|      | 1927      | Arbeitsamt Altona Kieler Straße 39 (→Lage)                                                                                                | Erweiterungen 1953–56 von Wolfgang Rudhard Hamburger Denkmalliste²°¹³ 29368 |
|      | 1927–1928 | Mehrfamilienhaus Bahrenfelder Steindamm 37–49 / Thomasstraße 1–9 (→Lage)                                                                  | Das Gebäude wurde durch Dachausbau und Aufstockung mit einem Walmdach in der NS-Zeit erheblich verändert. Hamburger Denkmalliste²°¹³ 17810 f |
|      | 1927–1928 | Kiosk Bleickenallee 26a (→Lage) | Hamburger Denkmalliste²°¹³ 16051 eines der letzten Beispiele vergleichbarer Pavillons; 2003 zum Atelier für Stipendiaten der Hochschule für Bildende Künste umgebaut. |
|      | 1927–1930 | Staatliche Handelsschule / Jugendhaus und Altonaer Theater Museumstraße 15, 17, 19, Ottensener Marktplatz (→Lage)                         | Hamburger Denkmalliste²°¹³ 29232 f |
|      | 1928      | Pestalozzischule Kleine Freiheit 68 (→Lage)                                                                                               | Hamburger Denkmalliste²°¹³ 13284 |
|      | 1929      | Siedlungsbau Kleine Freiheit 60,62, 64; Große Freiheit 60–64 (→Lage)                                                                      | 1951 wieder aufgebaut Hamburger Denkmalliste²°¹³ 13283 |
|      | 1929–1930 | Wohnquartier Luruper Chaussee (→Lage) | in Zeilenbauweise errichtete verputzte Gebäude, 1935 aufgestockt und mit Walmdächern versehen |
|      | 1929–1930 | Siedlungsbau Lunapark Kieler Straße 55 / Lunapark / Memellandallee / Waidmannstraße (→Lage)                                               | Bei diesem Objekt ging Oelsner von den bis dahin üblichen Wohnküchen ab und installierte Kleinküchen mit eingebauter Einrichtung. Hamburger Denkmalliste²°¹³ 16206 |
|      | 1930–1931 | Uhrmacherfachschule Braunschweiger Straße 6 (→Lage)                                                                                       | Heute Verwaltungsgebäude des Altonaer Museums Hamburger Denkmalliste²°¹³ 16041 |

## Schriften
- Bericht des Hochbauamts der Stadt Altona. In: Schleswig-Holsteinisches Jahrbuch, Bd. 17 (1927), S. 171.